# 대왕의 길
《대왕의 길》은 MBC에서 1998년 4월 15일부터 1998년 8월 13일까지 매주 수, 목 밤 21시 55분에 방영된 드라마이다.
이 작품은 당초 <화산 가는 길>이라는 제목이었으나 상징적이란 이유로 변경됐다.

## 개요
MBC에서 1990년 조선왕조 500년 '대원군' 이후 1998년 8년 만에 내놓은 정통 대하드라마였다.
전년도 1997년 KBS 1TV 대하드라마 '용의 눈물'의 성공에 자극받아 기획된 작품으로 총 50부작 동안 영조, 사도세자, 정조 3대의 이야기를 다룰 예정이었다.
하지만 1997년 IMF 여파로 인하여 KBS 수목드라마가 폐지되자 당시 수목드라마는 MBC와 SBS 두 방송사 간의 시청률 싸움이 되었다.
'대왕의 길'은 초반에는 전작 '육남매'의 시청률을 이어받아 호쾌한 시청률이 나왔지만 정사(正史)를 토대로 왕의 생애를 그린 궁중사극을 표방했음에도 과장-선정적 장면이 지나쳐 SBS 수목 미니시리즈인 '미스터 큐' '홍길동' 등에게 패하면서 저조한 시청률이 나오기에 이르렀다.
더욱이 작가와 방송관계자 사이의 갈등으로 인하여 조기종영설이 대두되었다. 당초 24부작까지만 나오기로 되어 있던 사도세자 부분이 너무 길게 나온 것이다.
작가 임충은 사도세자 역의 임호의 부친이 된다. 따라서 여러 루머들이 나돌기에 이르렀다.
결국 총 50부작이었던 드라마는 34부작으로 사도세자 죽음으로 마무리되었는데 1998년 최악의 드라마 7위에 선정되는 불명예를 안아야 했다.
당초 홍국영의 아역 등 정조 시대 이야기의 복선을 상당 부분 깔아 놓았으나 써보지 못하였다.
'대왕의 길'은 같은 작가의 작품 1988년작 '하늘아 하늘아'의 리메이크작이라고 볼 수도 있다.
이후, 임충 작가는 '대왕의 길' 뒷 이야기인 '홍국영'을 집필했는데 사극인데도 지나치게 현대적 분위기에다 자주 삽입되는 ‘무협장면’도 극의 사실성을 훼손한다는 평가를 받았으며 결국 상대 드라마 '여인천하' 때문에 4~5%대의 시청률로 기대 이하의 성적에 그쳐 조기종영되었다. 그리고 '대왕의 길' '홍국영'을 거의 마지막으로 임충 작가는 은퇴하게 되었으며 그 이후 폐암으로 투병해 오다가 2017년 10월 28일 별세했다.
'대왕의 길' 조기종영이 결정되자 시청자들이 전화로 항의하기에 이르렀다고 한다.
당시 이 상황을 보고 연출은 '왜 진작 보지 않았냐고' 말했다고 전한다.
사극 중 명작으로 꼽히는 드라마이나, 여러 악재가 겹쳐 조기종영한 불운했던 드라마로 평가받는다.
약 14%의 시청률을 유지했으나 경쟁 드라마의 절반 수준이었기 때문에 당시 방송국 내에서 조기종영이 결정되었던 것이다.

## 제작진
- 극본: 임충
- 연출: 소원영

## OST
- 곡명:대왕의 길
- 노래:주현미
- 작사:임충
- 작곡:이동훈
- 편곡:정동구

## 출연진
- 박근형: 영조 역(아역: 곽정욱)
- 임호: 사도세자 역
- 홍리나: 혜경궁 홍씨 역
- 김영애: 숙빈 최씨 역
- 김성령: 화평옹주 역
- 김용림: 인원왕후 김씨 역
- 문예지: 정성왕후 서씨 역
- 이인혜: 정순왕후 김씨 역
- 정혜선: 영빈 이씨 역
- 김지연: 화완옹주 역(아역: 이정윤)
- 고호경: 숙빈 임씨 역
- 윤손하: 숙의 문씨 역
- 장한나: 청연공주 역
- 이세영: 청선공주 역
- 박지미: 화령옹주 역
- 이애정: 세손빈(어린 효의왕후 역)
- 송옥숙: 문숙의 처소 하상궁 역
- 백현숙: 문숙의 처소상궁 역
- 김용선: 윤상궁 역
- 변희봉: 이종성 역
- 최주봉: 김한구 역
- 구혜진: 화협옹주 역
- 김수미: 사도세자전 한상궁 역
- 이영후: 박문수 역
- 권용운: 숙의 문씨 동생 문성국 역
- 김애경: 숙의 문씨 어머니 역
- 오승명: 문숙의 숙부 역
- 김자옥: 한산부부인 이씨(혜경궁 홍씨의 어머니) 역
- 박정숙: 효순왕후 역
- 안성태: 세손(어린 정조) 역
- 한인수: 홍봉한 역
- 조형기: 홍인한 역
- 유준석: 홍낙인 역
- 현석: 홍낙춘 역
- 남포동: 대전 내관 역
- 김지영: 최상궁 역
- 박종관: 김상로 역
- 차윤회: 분승지 역
- 김정현: 조유진 역
- 안승훈: 엄흥복 역
- 이원재: 민별감 역
- 조성하: 내관 역
- 이진우: 김일경 역
- 한규희: 신만 역
- 박영태: 홍계희 역
- 김기진: 조재호 역
- 박종설: 사도세자전 내관 역
- 김영석: 사도세자전 내관 역
- 문용진: 수문장 역
- 이치우: 윤지 역
- 김명희: 정순왕후의 어머니 역
- 송용태: 정휘량 역
- 정호근: 금부도사 역
- 이대로: 노론 중신 역
- 최병학: 노론 중신 역
- 이민호 : 은신군 역
- 노경주 : 대전 대령상궁 민씨 역
- 강지오
- 강민규
- 박재현
- 최우혁
- 한춘일
- 조덕현
- 홍충민
- 박형선
- 신복숙
- 유서진
- 김세아
- 강성연

## 결방과 2회 연속 방영
- 1998년 6월 4일 - <선택 98 지방선거 개표방송> 편성[11]으로 결방
- 1998년 6월 25일 - 특집드라마 이방인 1부 편성으로 결방
- 1998년 8월 5일 - 31~32회 연속 방영
- 1998년 8월 6일 - 호우 특보 편성으로 결방